# Petra Besenyődi
Petra Besenyődi (* 23. November 2006) ist eine ungarische Leichtathletin, die sich auf den Sprint spezialisiert hat.

## Sportliche Laufbahn
Erste internationale Erfahrungen sammelte Petra Besenyődi im Jahr 2025, als sie bei den U20-Europameisterschaften in Tampere mit 55,47 s in der ersten Runde im 400-Meter-Lauf ausschied und mit der ungarischen 4-mal-400-Meter-Staffel in 3:37,84 min den siebten Platz belegte.
2025 wurde Besenyődi ungarische Meisterin in der 4-mal-400-Meter-Staffel.

## Persönliche Bestleistungen
- 200 Meter: 24,05 s (+0,5 m/s), 2. Juli 2025 in Veszprém
  - 200 Meter (Halle): 24,30 s, 2. März 2025 in Nyíregyháza
- 400 Meter: 53,42 s, 12. August 2025 in Budapest
  - 400 Meter (Halle): 54,87 s, 22. Februar 2025 in Nyíregyháza